# Leonardo Bruni
Pour les articles homonymes, voir Bruni et Aretin.
Leonardo Bruni (en français  Léonard Bruni  et en latin Leonardus Brunus Aretinus), également connu en français sous le nom de Léonard l'Arétin, né vers 1370 à Arezzo et mort le 9 mars 1444 à Florence, est un chancelier florentin, un philosophe, un humaniste, un historien et un traducteur italien. — Il est considéré comme le créateur de la forme renaissance de la traduction — actif à Florence dans la première moitié du Quattrocento.

## Biographie
Secrétaire apostolique du pape Innocent VII puis de ses trois successeurs, Leonardo Bruni se retire à Florence où il succède à Coluccio Salutati à la chancellerie après avoir fait partie de son  cercle de lettrés  qui comprenait, entre autres, Poggio Bracciolini et l'érudit Niccolò Niccoli, pour discuter des œuvres de Pétrarque et de Boccace.
Il apprend le grec et l'art de la rhétorique avec Manuel Chrysoloras, qui resta cinq ans à Florence.
Il rédige l'histoire des Florentins (Historiarium Florentinarum Libri XII), ce qui lui vaut la citoyenneté florentine et une exemption d'impôts à vie. Cette Histoire de Florence, en 12 livres, rédigée en latin et publiée en 1610, est le plus important de ses ouvrages.
Il fut un des premiers à étudier la littérature grecque et il a contribué grandement à l'étude du latin et du grec ancien, en proposant la traduction d'Aristote, de Plutarque, de Démosthène, de Platon et d'Eschine.
Ce qui était nouveau, c'est sa théorie et sa pratique matière de traduction. Il fut le premier à utiliser le terme traductio, au lieu de translatio dans le sens de traduction et non dans sa signification traditionnelle de « transfert ». Bruni se concentrait sur le sens, non sur les mots. Il s'efforçait d'éviter les anachronismes et d'imiter le style personnel de l'auteur. Dans sa traduction de la Politique d'Aristote, il a employé, par exemple, le terme magistratus, fonction publique ou magistrat, là où ses prédécesseurs médiévaux avaient écrit principatus, exercice du pouvoir impérial, projetant sur la Grèce antique leur propre régie monarchique.
Grâce à Chrysoloras, Bruni découvrit la grande histoire de la guerre du Péloponnèse de Thucydide, ainsi que l'éloge d'Athènes composé par un rhéteur classique tardif, Aelius Aristide. Il lui servit de modèle pour son propre éloge de Florence, la Laudatio florentinae urbis.
Son monument funéraire, œuvre en marbre de 1444 de Bernardo Rossellino, se trouve dans la nef de Santa Croce.

## Œuvres
- Historiarium Florentinarum
- les Vies de Dante et de Pétrarque

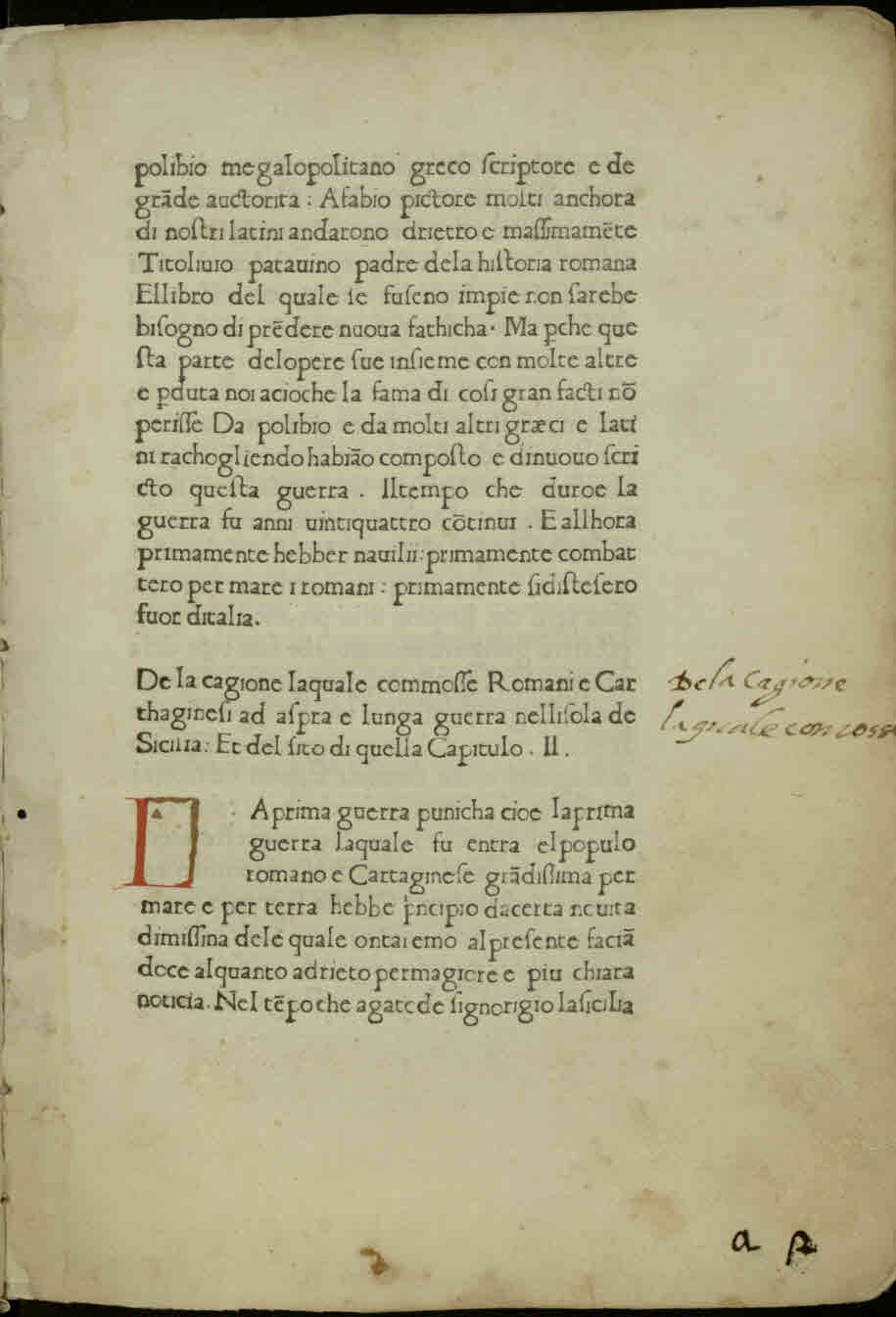
De primo bello punico, 1471

- des Lettres et des Mémoires, précieux pour l'histoire de son temps.
- De interpretatione recta (1420–1426) - présenté et partiellement traduit dans : J.-Ch. Vegliante, D'écrire la traduction, Paris, PSN, 1991 et 1996.
- De Interpretatione recta (1420-1426). Traduction intégrale (avec texte latin en regard), introduction et notes de Charles Le Blanc. Presses Universitaires d'Ottawa, 2008. [Achetable en version papier ou pdf. Consultable en ligne (site payant ScholarVox.com).]
- Laudatio Florentinae urbis, une Florence idéalisée.
- De studiis et litteris liber
- Cicero novus
- Vita Aristotelis
- Dialogi ad Petrum Paulum Histrum
- l’Oratio in funere Johannis Strozzae (Oraison funèbre de Nanni Strozzi)
- De primo bello Punico
- De bello italico
- De militia
- Constitution florentine
- Difesa contro i riprensori del popolu di Firenze
- Canzone a laude di Venere
- Spenta veggio
- Isagogicon moralis disciplinae
- Bruni Leonardo, De la traduction parfaite, traduit du latin et préfacé par Charles Le Blanc, Presses de l'université d'Ottawa, 2009.